# مجلة الشريعة والدراسات الإسلامية
مجلة الشريعة والدراسات الإسلامية، مجلة فصلية علمية محكمة تصدر عن مجلس النشر الجامعي بجامعة الكويت. صدر العدد الأول في رجب 1404 هـ / أبريل 1984 م
تهدف إلى معالجة المشكلات المعاصرة والقضايا المستجدة من وجهة نظر الشريعة الإسلامية. تشمل موضوعاتها معظم علوم الشريعة الإسلامية من تفسير وحديث، وفقه، واقتصاد، وتربية إسلامية، إلى غير ذلك من تقارير عن المؤتمرات، ومراجعة كتب شرعية معاصرة، وفتاوي شرعية، وتعليقات على قضايا علمية. تنوع الباحثون فيها، فكانوا من أعضاء هيئة التدريس في مختلف الجامعات والكليات الإسلامية على رقعة العالمين: العربي والإسلامي.
تخضع البحوث المقدمة للمجلة إلى عملية فحص وتحكيم حسب الضوابط التي التزمت بها المجلة، ويقوم بها كبار العلماء والمختصين في الشريعة الإسلامية بهدف الارتقاء بالبحث العلمي الإسلامي الذي يخدم الأمة، ويعمل على رفعة شأنها.

## وصلات خارجية
- موقع كلية الشريعة والدراسات الإسلامية